# 28772 Bonamico
28772 Bonamico este o planetă minoră (asteroid) din centura de asteroizi. A fost descoperită pe 25 aprilie 2000 la Stația Anderson Mesa de Lowell Observatory Near-Earth-Object Search. 
Obiectul prezintă o orbită caracterizată de o semiaxă mare de 2,8165559 UAi, o excentricitate de 0,02, o înclinație de 5,185 ° în raport cu ecliptica.